# سادنلی
سادنلی (انگلیسی: Suddenly) یک فیلم نوآر به کارگردانی لوئیس آلن است که در سال ۱۹۵۴ منتشر شد.
در حال حاضر، این فیلم فاقد هرگونه حق تکثیر است و در مالکیت عمومی قرار دارد و بارگیری و تکثیر آن آزاد است.

## خلاصه داستان
هنگامی که خبر می‌رسد، رئیس جمهور آمریکا قرار است از یک شهر کوچک در ایالت کالیفرنیا به نام «سادنلی» عبور کند، آرامش و قرار همیشگی آن بهم می‌ریزد. از طرفی یک آدمکش حرفه‌ای (با بازی فرانک سیناترا) خانه‌ای در آن شهر را تسخیر می‌کند که مکانی عالی، برای کمین و ترور رئیس جمهور است.

## بازیگران
- فرانک سیناترا
- استرلینگ هایدن
- جیمز گلیسون
- نانسی گیتس
- جان برادینو
- ویلیس بوشی
- جیمز اوهارا
- چارلز اسمیت
- پل وکسلر
- پال فریس
- دن وایت